# 교황 비오 9세
교황 비오 9세(라틴어: Pius PP. IX, 이탈리아어: Papa Pio IX)는 제255대 교황(재위: 1846년 6월 16일 ~ 1878년 2월 7일)이다. 본명은 조반니 마리아 마스타이 페레티(이탈리아어: Giovanni Maria Mastai-Ferretti)이다. 비오 9세는 1846년 6월 16일부터 1878년 2월 7일까지 총 32년간 교황좌에 머물렀으며, 현재 기독교 역사상 성 베드로 다음으로 가장 오래 재위한 교황이다. 또한 교황령이 이탈리아 왕국에 강제 병합당할 당시에 재위하던 교황이기도 하다. 1869년에는 제1차 바티칸 공의회를 소집하여 교황 무류성과 성모 마리아의 원죄 없는 잉태를 교의로 확정하였다. 2000년 시복되었다.

## 생애 초기와 성직 생활
조반니 마리아 마스타이 페라티는 1792년 5월 13일 이탈리아의 아드리아 해변에 위치한 작은 도시 세니갈리아에서 태어났다. 그의 집안은 귀족 집안으로 아버지는 지롤라모 데이 콘티 페라티였다. 조반니 마리아 마스터가 페라티는 볼테라의 경건한 하느님의 어머니 대학과 로마에서 수학하였다. 1814년 신학생이 된 그는 고향 세니갈리아에서 프랑스에 끌려갔다가 돌아온 교황 비오 7세를 알현하였다. 1815년 교황의 귀족 근위대에 입대하였으나, 얼마 안가 간질성장애로 퇴역하였다. 이후 치료 후 건강을 회복한 마스타이 페라티는 비오 7세를 알현하였는데, 그가 자신의 지속적인 신학 공부를 칭찬하며 북돋아주자 감격하여 그의 발 앞에 부복하였다. 1819년 4월 10일 마스타이 페라티는 사제 수품을 받았다. 로마 가톨릭교회 사제가 된 그는 로마의 타타 조반니 학교의 학장으로 부임하였다. 1823년과 1825년에 마스터가 페라티는 칠레 주재 교황대사 조반니 무치 몬시뇰과 페루 주재 교황대사 브래들리 카네 몬시뇰의 보좌신부로 파견되어 남아메리카에서의 포교 활동을 도왔다. 비오 7세의 뒤를 이어 즉위한 교황 레오 12세는 그를 로마의 산미켈레 병원의 원장과 산타마리아 인 비아 라타 성당의 의전사제로 임명하였다.
1827년 레오 12세는 마스타이 페라티 신부를 스폴레토의 대주교로 임명하였다. 그때 마스터가 페라티의 나이는 35세였다. 다음해에 이몰라의 대주교로 전보된 그는 1839년 인 펙토레(in pectore) 추기경으로 지명되었으며, 1841840년 산티 마르첼리노 에 피에트로 본당의 사제급 추기경에 서임되었다. 스폴레토와 이몰라의 교구장으로 재직하는 동안 그는 해당 교구의 교육 개선과 자선 사업을 통한 사제 양성에 중점을 두었다. 또한 교도소를 방문재소자 죄수들과 만남을 가졌으며 길거리 아이들을 여러 방면으로 도와주기도 하였다.

## 교황 선출

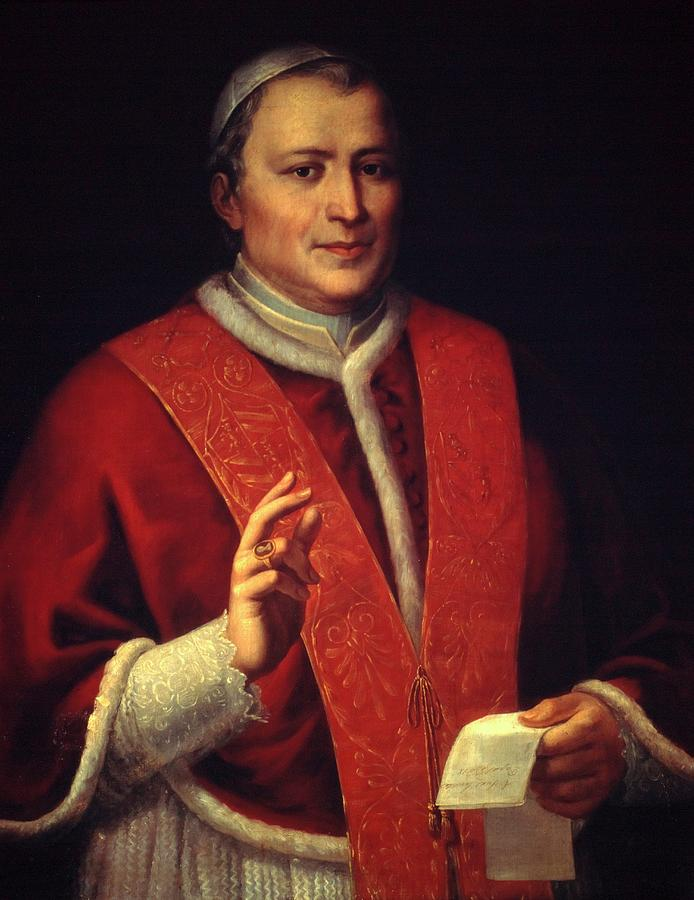
교황 비오 9세

교황 그레고리오 16세(1831-1846)가 선종함에 따라 1846년 새 교황을 선출하기 위한 교황 선거인 콘클라베가 열렸다. 당시 이탈리아는 정치적으로 매우 불안정한 상황이었기 때문에 많은 비(非)이탈리아인 추기경들은 콘클라베에 참석하지 못하였다. 총 62명의 비이탈리아인 추기경 가운데 겨우 46명만 참석했을 뿐이었다.
설상가상 1846년 콘클라베에서는 보수적인 성향의 추기경들과 자유주의적 성향의 추기경들 간에 파벌이 나뉘어 난관에 봉착하였다. 보수주의 세력이 지지한 후보자는 교황 그레고리오 16세 때 국무원장을 지낸 루이지 람브루스키니 추기경이었으며, 자유주의 세력이 지지한 후보자는 파스칼레 톰마소 기지 추기경이었다. 결국 1846년 6월 16일 새 교황을 뽑기 위한 두 번째 투표일 날, 54세의 마스타이 페라티 추기경이 새 교황으로 선출되었다. 마스타이 페라티 추기경은 매력적인 후보자로 반성직자주의자들이나 카르보나리당에 속한 이들조차 그를 존경하여 우정의 표시로 선물을 주거나 도움을 준 사례들이 있을 정도로 열정적이고 감성적인 사람이었다. 마스타이 페라티 추기경은 또한 이탈리아 애국주의적 성향을 갖고 있었다.
마스터가 페라티는 자신의 교황으로서의 이름을 비오 9세로 명명하였는데, 이는 자신이 어린 시절에 간질성장애인인 자신이 사제 서품을 받을 수 있게 격려해 준 비오 7세(1800-1823)에 대한 감사의 표시로 그에게 경의를 표하기 위해서였다. 비오 9세의 대관식은 1846년 6월 21일에 거행되었다.

## 교황
교황 비오 9세의 선출 소식에 이탈리아는 물론 유럽 전체의 많은 민족주의자들과 자유주의자들은 일제히 그의 선출을 반기며 환영하였다. 교황으로 선출되기 전까지 마스타이 페라티는 대중에게 이름이 그리 잘 알려져 있는 사람도 아니었고, 교황으로 선출되기 전에 특별한 공로를 세운 적도 없었으며, 또한 자유주의적 성향의 발언을 한 적도 없었지만, 곧 사람들 사이에서 그의 이름은 널리 알려졌으며 인기가 무섭게 치솟았다.
한 예로, 아펜니노 지방에서는 비오 9세의 교황 선출 소식이 전해진 다음부터 20개월 동안이나 “교황 성하, 만수무강하소서!”라는 외침을 종종 들을 수 있었다고 한다.
비오 9세는 외부로부터의 정치적인 영향 없이 당당하게 교황으로 선출되었으며, 인생 최고의 황금기에 있었다. 그는 신심이 깊고 진보적이었으며, 지적이었으며, 점잖았으며, 친화적이었고, 모든 사람에게 열린 마음을 갖고 있었다.

### 대외관계
교황 비오 9세는 교황령을 마지막으로 통치한 교황이기도 하다. 교황령의 국가원수로서 그는 3백만 명이 넘는 국민을 다스렸으며, 다른 나라들과 외교관계를 맺었다. 그중 가장 중요한 나라는 이탈리아였는데, 이탈리아는 1870년에 교황령의 독립을 인정하지 않고 무력으로 침공해 점령하였다.

#### 이탈리아

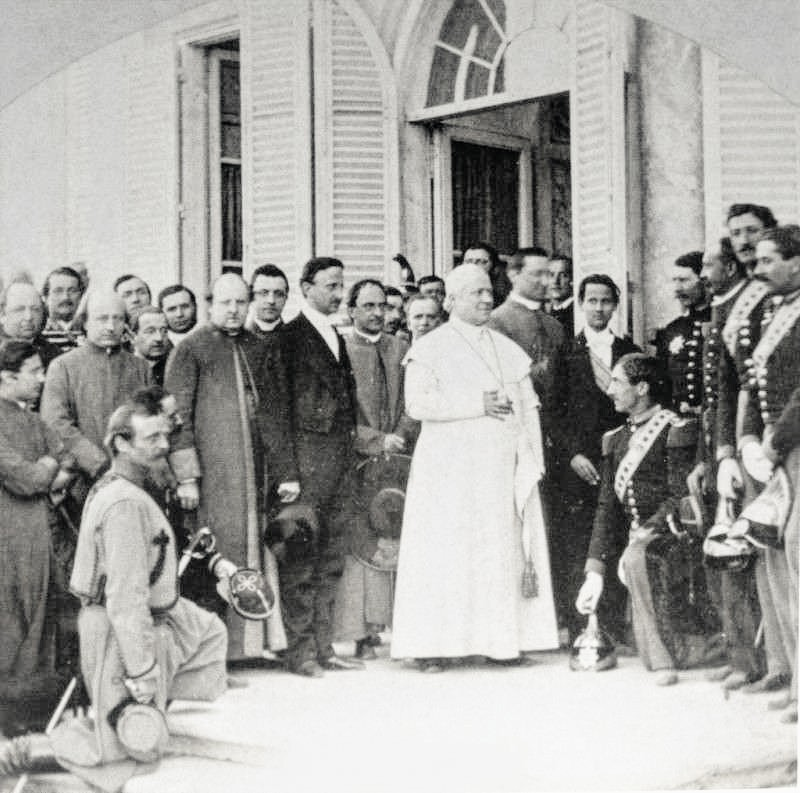
1859년 퀴리날레 궁전에서 비오 9세와 양시칠리아 국왕 프란체스코 2세(교황의 오른쪽).

비오 9세는 감당하기에 매우 벅찬 과제를 유산으로 물려받았다. 역사상 가장 길었던 교황 재위기간(33년) 동안 그를 지배했던 큰일은 이탈리아를 하나의 국가로 통일하기 위한 ‘부흥 운동(리소르지멘토)’이다. 프랑스 혁명은 이탈리아 반도에 자유의 열기와 통일의 열망을 고취시켰다.
비오 9세는 교황좌에 오르자마자 관대한 처사의 일환으로, 그리고 교황령 내의 정치적 압력에 의해 교도소에 수감 중이던 정치 사범들의 전면 사면을 대대적으로 단행하였다. 그리고 자신의 고문으로 새로운 사상을 받아들인 조반니 코르볼리 부시 주교를 임명하고 라므네의 제자였던 벤투라 신부에게 호의를 보였다. 1846년 11월 9일 칙서 《Qui pluribus》를 통해 전임 교황 그레고리오 16세가 단죄한 자유주의에 대하여 근본적인 원리들을 갱신하였다. 그는 그의 전임자들과는 다른 길을 걸었고 교황령의 더 큰 자유와 정치적인 새 질서에 따른 정당한 요구를 채우려고 애썼다. 이에 유럽의 모든 자유주의자들은 환호하며 비오 9세를 칭송하였다.
그러나 이 당시의 비오 9세는 자신의 이러한 일련의 행동이 어떤 의미를 내포하고 있고, 향후 어떠한 정치적 파장을 몰고 올지 아직 깨닫지 못하였다. 석방된 혁명주의자들은 곧바로 자신들의 이전 활동을 재개하였다. 이탈리아의 애국주의적 집단들은 비오 9세가 긍정적으로 생각했던 입헌주의 정부뿐만이 아니라, 이탈리아인들의 단일화와 이탈리아 북부 지방에 대한 소유권을 주장한 오스트리아 제국에 대항한 해방 전쟁을 추구하였으며, 여기에 교황도 동참하기를 요구하였다. 결국 비오 9세의 양보는 이들의 열망에 불을 지펴 교회측에 더 큰 요구사항을 주장하게 만들었을 뿐이었다.
1848년 초, 서유럽 전체에 혁명의 움직임이 곳곳에 휘몰아치기 시작하였다. 이탈리아 역시 여러 군소국가들이 해방을 위한 대(對)오스트리아 전쟁을 계획했으나, 당시 비오 9세는 교황은 단순한 이탈리아 내의 군주가 아니라 보편 교회의 수장으로서 국가 관계를 초월하는 위치에 있다고 주장하면서 오스트리아와의 전쟁을 거부하였다. 이는 당시 민족주의적 사고방식이 팽배하였던 이탈리아에서 대세를 완전히 거스르는 행동이었다. 이탈리아 민족주의자들은 교황이 이탈리아를 배반했다고 외쳐댔다. 그리하여 급진주의적 성향의 주세페 마치니와 그의 추종자들은 교황 정치를 전복하기 위한 음모를 치밀하게 꾸몄으며, 1848년 11월 15일 계획을 실행에 옮겨 교황령의 초대 총리 로시를 암살하고, 다음날 스위스 근위대로부터 무기를 빼앗아 무장을 해제시키고, 교황을 바티칸 궁전에 감금하였다.
그리고 1849년 1월 로마 공화국을 선포하였다. 본당 신부로 변장하고 가까스로 로마를 빠져나와 양시칠리아 왕국의 가에타로 피신한 비오 9세는 일련의 음모에 가담한 관련자 전원을 파문하는 것으로 응수하였다. 그리고 1850년 4월 12일 프랑스 원정군의 도움을 받아 로마로 귀환하였다. 그리고 봉기에 가담한 자들을 모두 감옥에 가두어 버렸다.

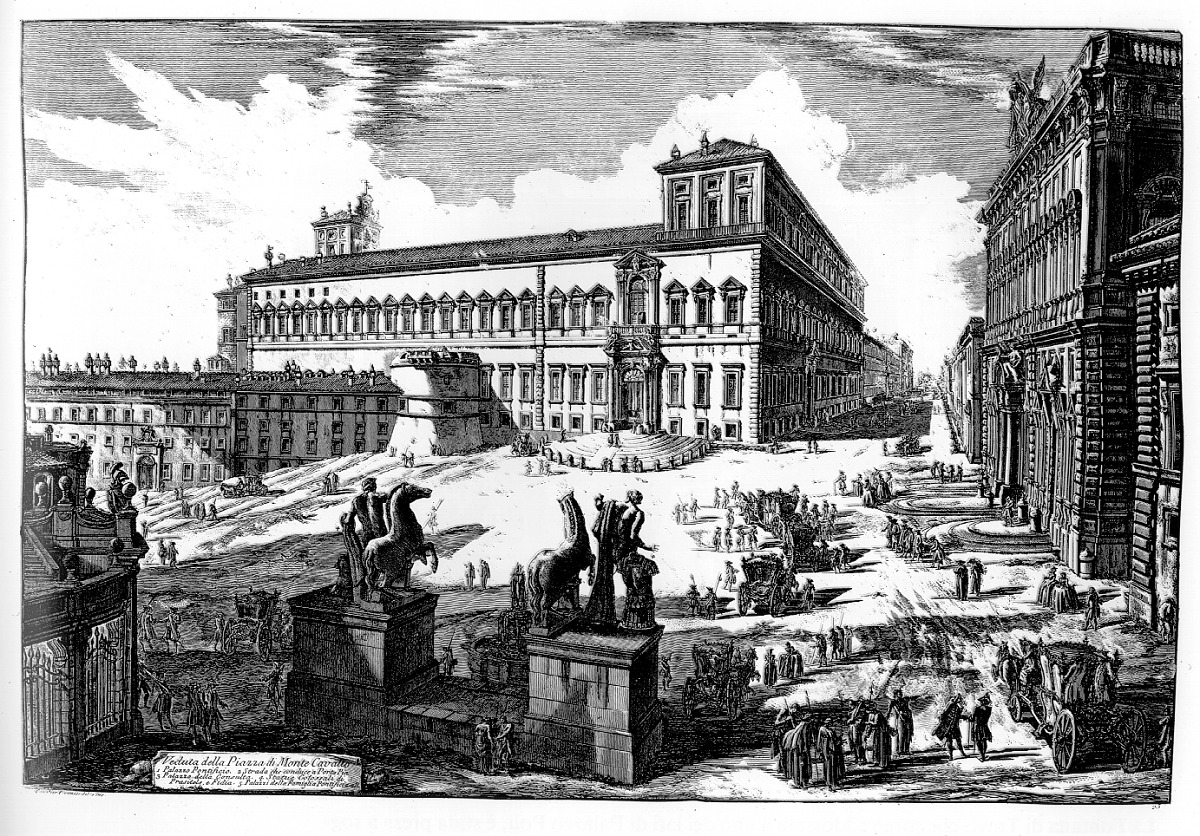
퀴리날레 궁전

처음에는 비오 9세도 자유주의자들을 신뢰하고 그들을 호의적으로 대했지만, 이 사건을 겪은 이후 그들에게 완전히 등을 돌리게 되었다. 그는 이탈리아에서 민족주의와 자유주의가 득세하면 전통적인 사회와 도덕적이며 종교적인 질서가 무너질 것이라고 확신하였다. 비오 9세는 바티칸에서 로마 시내의 퀴리날레 궁전으로 거처를 옮겼다. 퀴리날레 궁전은 과거 로마 황제들이 거주했던 곳이었다. 비오 9세는 1850년 9월 10일 교황령의 통치구조를 개혁하였으며, 같은해 10월 28일에는 재정체제를 개혁하였다. 그리고 자유주의에 대한 지지를 공개적으로 철회하고, 엄격한 보수주의자인 국무장관 자코모 안토넬리의 손에 정치권력을 위임했다.

##### 교황령의 종식
한편 카보우르는 이탈리아 내의 자유로운 정책 실현과 오스트리아로부터의 독립, 피에몬테 정부의 패권 장악과 이탈리아 전 영토에 대한 국가 통일을 쟁취하고자 우선적으로 민주적 통합론자와 영국 등 반(反)교황청 세력과 밀착하여 교황령을 이탈리아 왕국에 합병하려는 정책을 실시하면서 교황청과 맞서기 시작하였다. 그리하여 그는 로마의 병합을 위해 정교 분리 이론을 주장하였다.
이탈리아 국왕 비토리오 에마누엘레 2세는 1860년 9월 18일 카스텔피다르도 전투와 같은 해 9월 30일 안코나에서 치른 전투에서 교황군을 격퇴한 후 로마와 라티움을 제외한 모든 교황의 영토를 점령하였다. 1866년 비토리오 에마누엘레 2세는 교황 보장법을 승인하였다. 교황 보장법은 교황청이 세속적 지배권을 이탈리아 왕국에 양도하는 대신, 이탈리아 왕국 영토 내의 독립적 존재로서 종교적 사명에 대한 자유로운 활동을 교황청에 보장해 주고 이탈리아 왕국은 교황청에 연금을 제공한다는 것을 주요골자로 하고 있었다. 또한 수도원 제도의 병폐를 비판하면서 교회 행정에 계속해서 관여하였고, 1866년 7월에는 수도원 해산에 관한 법률, 종교단체 재산의 국유화, 성직자들의 재산 몰수와 매각 등에 관해 교황청과 교섭하고자 하였다. 비토리오 에마누엘레의 제안에 비오 9세는 1871년 5월 15일 이탈리아 왕국에게 정복한 교황령 영토를 다시 반환할 것을 요구한 회칙 《Ubi nos》를 반포함으로써 단호하게 거부하였다.

##### 정복당한 교황청
프랑스의 나폴레옹 3세는 오스트리아와 빌라프란카 휴전협정을 조인하자마자, 이탈리아 통일파와 맞서서 로마와 그 주위 영토를 수호하는 데 뛰어들었다. 그러나 프랑스는 스당 전투에서 참패하고 말았고(1870년 9월 2일), 그 틈을 타서 비토리오 에마누엘레 2세가 1870년 9월 20일에 로마를 점령했다. 그리고 통일 이탈리아 왕국은 로마를 새로운 수도로 정하고 교황의 세속권을 모두 빼앗아 버렸다. 여기서 로마 문제가 대두한다. 교황 비오 9세는 이탈리아와의 모든 화해의 시도를 거부했고, ‘바티칸의 포로’를 자처했다. 이리하여 1천여 년을 존속하였던 교황령은, 한 세기도 안 되는 세월동안 무려 네 차례나 뺏고 뺏기다가(1799년, 1809년, 1849년, 1870년) 결국은 영원히 역사에서 사라졌다.
그러나 교황권으로서는, 속권을 상실한 것이 오히려 정치적 구속에서 해방되는 절호의 기회였다. 비오 9세의 유쾌한 성품, 진실한 신앙심, 여기에 교황이 희생자라는 생각이 동정심을 불러일으켜 신자들에게서 새로운 감정이 솟아났으니, 바로 교황에 대한 헌신의 마음이다. 이후로 사람들은 사도들의 무덤을 참배하기 위해서가 아니라, 교황을 보러 로마에 갔다. 교황령의 종말로 교황은 외적·정치적 세력을 잃은 반면, 자유로운 보편적 교황직의 내적·도덕적 영향력을 증대할 수 있었다.

#### 오스트리아
1848년 혁명은 오스트리아-헝가리 제국의 가톨릭교회에 긍정적인 결과와 부정적인 결과를 동시에 가져왔다. 긍정적인 요소로 교회는 이제 국가의 강압적인 지배로부터 벗어나게 되었으며, 비오 9세는 이에 대해 환영하였다. 부정적인 요소로는 다른 나라들과 마찬가지로 오스트리아-헝가리 제국에서도 반가톨릭 성향의 자유주의자들이 세력을 구성하여 1870년 프란츠 요제프 1세 황제에게 1855년에 바티칸과 맺은 조약을 파기하도록 압력을 넣은 정치적 움직임이 일어났다는 것이다. 오스트리아는 1866년에 이미 가톨릭 계열 학교들의 자유 및 시민 결혼 금지에 관한 몇 개의 조항을 무효화하였다.

#### 독일
교황청과 독일 제국의 우호 관계는 한동안 지속되다가 1870년 독일 제국의 재상 오토 폰 비스마르크가 교황의 무류성 선포가 국가의 존립을 위태롭게 한다는 이유로 문화투쟁을 전개하면서 독일 가톨릭교회가 큰 피해를 당하였다. 그리하여 1872년에는 예수회를 비롯하여 여러 수도회가 추방되고 신학교와 기숙사가 폐쇄되는 등 교회 활동을 구속하는 여러 법령이 제정되었다.

#### 영국
영국종교개혁으로 성공회가 형성된 16세기 이래 로마 가톨릭교회는 잉글랜드를 선교 지역으로 인식하고 있었다. 교황 비오 9세는 1850년 9월 29일 교서 《보편 교회》(Universalis Ecclesiae)를 반포하였다. 그는 영국인 가톨릭 성직자 니콜라스 와이즈먼을 추기경에 임명함과 동시에 잉글랜드와 웨일스를 비롯하여 서더크, 리버풀, 뉴포트, 플리머스, 버밍엄, 노샘프턴 등지에 12개의 교구를 회복시킴으로써 영국의 가톨릭 교계제도를 부활시켰다.
가톨릭 교세가 다시 확장될 것을 우려한 개신교도들은 이를 ‘교황의 침략’으로 간주하고 거리 곳곳에서 과격한 가두시위를 벌였다. 1851년 8월 2일 영국 의회는 잉글랜드와 아일랜드 내의 어떠한 가톨릭 교구도 기존에 있던 성공회 교구와 같은 교구 명칭을 사용하는 것을 금지하고, 위반시에는 징역형과 벌금형을 부과하는 법을 통과시켰다.

#### 네덜란드
1848년 네덜란드 공화국 정부가 종교의 자유를 헌법으로 제정함으로써 가톨릭 신자들은 오랜 박해 끝에 자유를 얻게 되었다. 이에 따라 비오 9세는 위트레흐트 대교구와 하를렘, 덴보스, 브레다, 루르몬트 등 네 곳에 가톨릭 교구를 신설하였다. 사태가 곧 진정되기는 했지만, 교황의 이러한 조치는 영국과 마찬가지로 네덜란드에서도 반가톨릭 정서를 표출하는 결과를 가져왔다.

#### 캐나다
비오 9세의 치세에 캐나다에서는 가톨릭교회의 교세가 크게 증가하여, 처음에는 네 곳의 교구로 시작하였던 캐나다 교회가 1874년에는 21개의 교구에 1,340채의 성당과 1,620명의 사제를 보유하게 되었다.

#### 미국
1875년 3월 15일 비오 9세는 최초의 미국인 추기경으로 존 맥클로스키를 임명하였다. 비오 9세는 스스로 ‘명예로운 미 합중국 대통령(Honorable President of the Confederate States of America)’이라는 칭호를 사용한 제퍼슨 데이비스 앞으로 서신을 보냈는데, 일부 역사학계에서는 이를 미국이 받은 최초의 국제적 인증으로 보고 있다.

#### 조선
1847년 조선 천주교회 제3대 대목구장이었던 페레올 주교는 천주교 박해를 통하여 숨져간 수많은 조선 순교자들의 거룩한 죽음을 알려 그들을 시복 대상에 오르게 할 목적으로 1847년 김대건(안드레아) 신부 등 조선 순교자들의 전기를 작성하여 로마 교황청에 제출하였다. 기록을 전해받은 교황청은 이례적으로 조선 순교자들을 대우했다. 비오 9세는 정부로부터 박해를 받는 조선 천주교회를 배려해서, 시복 절차에 필요한 최초 심리를 페레올 주교의 기록으로써 대신할 수 있도록 조처를 내린 것이다. 이를 통해 조선 순교자들의 시복 수속이 정식으로 접수되었고, 결국 1857년 비오 9세는 조선 순교자 82명을 가경자로 선포하였다.
1866년 조선에서 병인박해가 발생하자 그해 12월 19일자 서한을 통해 조선 교우들을 위로하고, 박해를 받는 이들에게 위로와 언약된 보상을 상기시켰다. 이 서한에서 교황은 그 무서운 순교의 소식을 들을 때 침통해진다고 하면서 눈물을 흘렸다고 한다.

## 교황령 통치

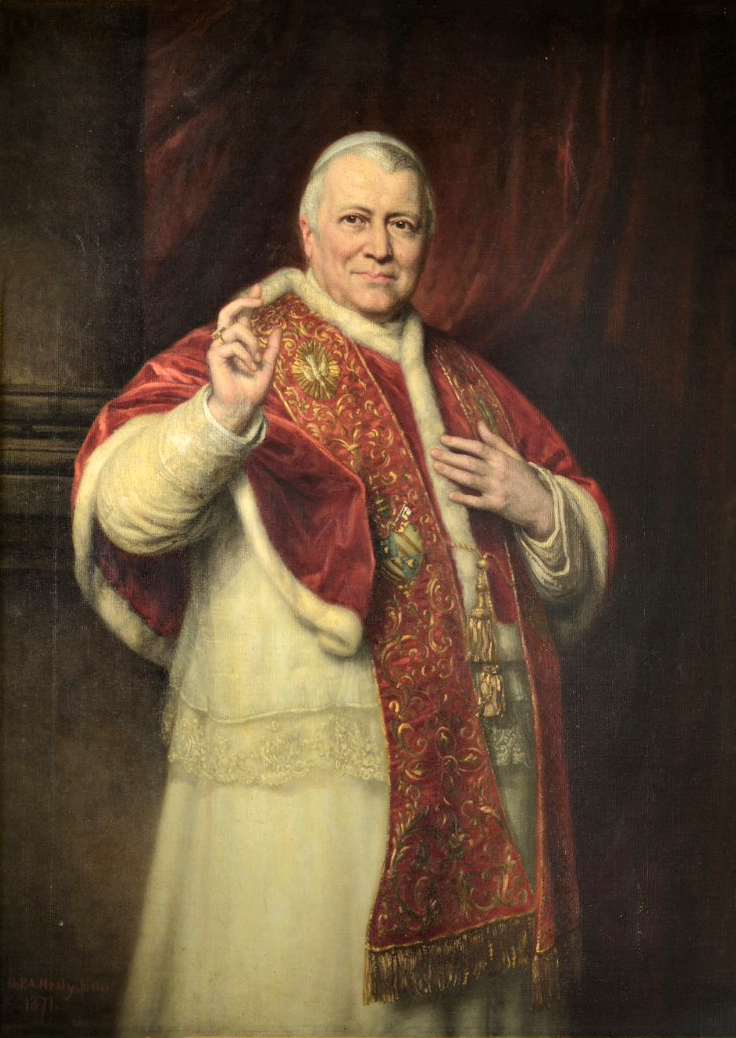
교황 비오 9세

비오 9세는 1846년에 선출된 후부터 이탈리아 왕국에 의해 로마가 함락당한 1870년까지 교황령을 통치한 국가원수였다. 그의 통치는 세속적인 것으로 여겨졌으며, 따라서 종종 ‘왕’이라는 호칭으로 언급되기도 했다. 1848년 혁명 이전까지만 해도 비오 9세는 로스미니와 같이 정치 문제와 경제 질서에 관한 교회의 전통적인 가르침과 자연법, 인권문제를 결부시키는 창의적이고 새로운 주장을 펼친 사상가들의 조언을 받을 정도로 가장 열렬한 개혁자 가운데 한 사람이었다. 그러나 혁명 이후 그의 정치 개혁과 사법 개혁은 전반적으로 1850년 법을 골자로 한, 최소주의적인 것으로 간주되었다.

### 교황령 개혁
교황좌에 오른 후 비오 9세는 곧장 광범위한 규모로 정치 개혁을 도입함으로써 전 유럽의 자유주의자들이 그에게 박수를 보냈다. 비오 9세는 먼저 철도의 건설과 로마 시가지 곳곳에 가로등을 설치하는 일부터 착수하였다. 그리고 선진 농업기술 기관을 세우고 농부들이 그곳에서 교육을 받게 함으로써 농업 기술과 생산성을 크게 향상시켰다. 또한 교회 모임에 유다인들에게 억지로 참석을 요구하는 것을 법으로 금지시키고 특히 저소득층에 대한 자선사업에 적극 나섰다. 비오 9세는 몸소 청빈한 삶을 실천함으로써 가난한 이들에게 보다 많은 것을 돌아가게 하였다. 그는 사면 교령에 서명함으로써 모든 정치범들을 대거 석방함으로써 오스트리아-헝가리 제국과 그 밖의 보수적인 군주들을 충격에 빠트리기도 하였다. 비오 9세는 교황에 선출한지 1년 만에 교황령의 효율적인 통치를 위해 평신도들로 구성된 의회를 구성하였다. 비오 9세의 이러한 행보는 개신교 정치가마저 탄복하며 “교황은 뉴욕과 런던, 베를린의 통치자들의 모범이다.”라면서 갈채를 보냈을 정도였다.

### 정부 조직
교황령의 정부 조직은 교황을 필두로 성직자와 세속인으로 양분되어 구성되었다. 세속인 또는 평신도는 6,850명이고 성직자는 300명으로 평신도가 성직자보다 월등히 그 수가 많았다. 그렇지만, 성직자가 모든 업무 처리에 대한 최종 결정권을 갖고 있었으며, 어느 분야든지 직장에 취직하기 위해서는 기본적으로 본당 신부의 평가서를 꼭 제출해야만 했다.

### 경제

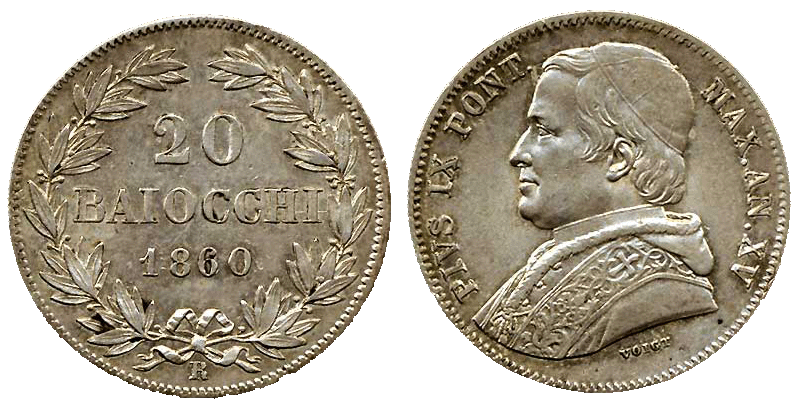
교황 비오 9세의 초상이 새겨진 20바이오치 주화.

비오 9세 시대 교황령의 재정 관리는 전적으로 평신도의 손에 맡겨졌다. 교황령의 예산과 재정 관리는 비오 9세 치세 이전부터 비판적인 대상이었으며, 그의 재위 기간에도 끝나지 않았다. 1850년 비오 9세는 20개 주 지방에 경제에 대한 지식이 박학다식한 네 명의 평신도로 구성된 재정위원회를 설립하였다.

### 상업과 무역
비오 9세는 교황령의 주요 수출 품목인 양모와 비단 등의 물품들을 만드는 장인들에게 각종 이권을 부여하고 몸소 포상을 내려 생산 및 교역을 장려하여 생산 및 교역을 장려하는데 체계적인 노력을 한 공로를 한 것으로 인정받고 있다. 비오 9세는 도로, 항만, 교각, 항구 등을 건설하였으며, 교황령에서 이탈리아 북부까지 긴 철도를 놓음으로써 수송체계를 향상시켰다. 교황의 이러한 정책으로 북부 이탈리아인들이 중부 및 남부 이탈리아인들에 비해서 현대적인 운송수단을 더 숙달하게 이용함으로써 경제적으로 더 부유해지게 되었다.

### 사법
교황령의 사법제도는 이탈리아의 나머지 국가들의 사법제도와는 달리 수많은 비난을 받기 쉬운 체제였다. 법률 서적, 각종 법 기준, 적정 고소 판례들이 전반적으로 부족하여 재판의 편파성을 야기했다. 교황령을 포함한 이탈리아 전역에서는 마피아 같은 범죄 집단들이 강도와 살인 등의 범죄행위를 마음대로 자행하면서 여러 지역에서 교역과 여행객들을 위협하는 일이 빈번하였다.

### 군사
교황령의 군대는 모병제였다. 로마의 검은 귀족들은 군복무를 회피하였으며, 일반 시민들도 괜찮은 급료와 승진의 기회가 충분히 주어져 있었음에도 불구하고 군대에 지원하기를 꺼려했다. 결국 어쩔 수 없이 교황령의 군대는 특이하게도 거의 외국인들로 구성되었다. 교황군의 유일한 전력은 아니지만 주된 전력은 역시 스위스 근위대였다. 1859년 당시 교황군의 군사 수는 약 15,000명에 달하였다.

### 교육
비오 9세는 교육 분야에서 전통적인 가톨릭 교육을 중점으로 두었기 때문에, 결과적으로 초급 및 중급 자연과학은 자연스럽게 경시되는 경향이 생겨났다. 교황령에서는 교육이 국민의 의무사항이 아니었는데, 그 이유를 다른 나라와 비교해봤을 때 낮은 교육 기준 탓으로 돌리는 시각도 있다. 중등 교육은 사교육 내지는 가톨릭교회의 교육기관과 수도원에서 받을 수 있었다.

### 예술
비오 9세는 전임 교황들과 마찬가지로 예술을 보호하고 증진시키는 일에 앞장섰다. 그는 연극에 대한 검열을 다소 완화시켜 극단 예술이 대중문화에 뿌리 내리도록 하는데 기여하였다. 비오 9세는 또한 미술, 건축, 조각, 음악, 금 세공, 구리 세공에 종사하는 이들에게 많은 특혜를 주며 지원을 아끼지 않았다. 그가 예술 분야에 이토록 많은 기여를 한 것은 가톨릭 성당들을 염두에 두어서이기도 하다. 그리하여 로마를 포함한 교황령 지역의 성당 상당수가 혁신 및 개선되었다.

### 복원과 발굴
비오 9세는 담, 분수, 거리, 교량 등 역사적으로 보존 가치가 높은 건축물들을 복원하기 위해 많은 노력을 기울였다. 그는 로마 시대 부지의 발굴을 지시했으며, 그 덕분에 몇 가지 중요한 발견들을 할 수 있었다. 비오 9세는 콜로세움이 붕괴할 위험에 직면하자 즉시 보강 공사를 지시하였다. 초기 그리스도인들이 대량으로 묻혀 있는 카타콤바 발굴에 엄청난 인력과 금액이 소모되었으며, 이를 위해 비오 9세는 교황청 고고학 위원회를 1853년에 발족하였다.

### 종교
교황령의 통치자인 교황은 가톨릭교회의 종교 지도자이기도 하였다. 그러한 연유로 기본적으로 가톨릭교회와 가톨릭 신자들이 다른 종교 신자들보다는 상대적으로 더 많은 특혜와 나은 대접을 받을 수 있었다.
1853년 교황령 볼로냐에서 6세의 에드가르도 모르타라라는 한 유대인 소년과 관련한 소동이 일어났다. 교황령 경찰의 조사에 따르면, 모르타라 집안의 그리스도인 하녀가 병에 걸린 이 소년을 돌보다가 하느님의 자비를 받을 수 있게 하려고 가톨릭 세례를 받도록 했다는 것이다. 당시 법률상으로는 그리스도인이 유대교 집안에서 양육되는 것이 금지되어 있었기 때문에, 소년의 부모도 예외일 수가 없었다. 그리하여 비오 9세는 유대인 소년을 교황청에 데려오도록 지시하였으며, 유대인 소년은 나중에 가톨릭 사제로 서품을 받았다. 훗날 에드가르도는 “부모님은 나에게 집으로 돌아가자며 눈물로 호소하고 회유했으나, 내가 초자연적 은총의 힘을 목격했다는 사실 외에는 집으로 돌아가고 싶다는 실낱같은 욕망도 보이지 않았다.”고 회고하였다.

### 유대인 소년 납치 사건
하지만 이 사건에 대해 게리 윌스는 그의 저서《교황의 죄》에서는 비오 9세가 6살짜리 유태인 아이를 납치했다고 주장하고 있다. 교황이 납치사건에 개입하게 된 것은 이 유태인 어린이가 그리스도인으로부터 세례를 받았기 때문. 당시 교황으로서는 그리스도교에 무관심한 유대인 부모에게 그리스도인 아이를 맡겨 키우게 할 수 없었던 것이다. ‘납치 사건’은 이뿐만이 아니었다. 1864년에는 유대인 부모의 허락없이 세례를 받은 9살 소년이 교황의 명령에 의해 부모로부터 강제로 떼어졌다. 그럼에서 불구하고 가톨릭의 역사는 비오 9세를 ‘19세기 최고의 교황’ ‘인내심이 많은 교황’으로 기록하고 있다고 이책은 비판했다.
이 사건에 대해 세계적 가톨릭 신학자인 한스 큉 역시 그의 저서 《가톨릭의 역사》에서 비오 9세가 유대인 소년을 종교적인 이유로 납치해 냉혹하게 가톨릭 방식으로 양육했다고 주장했다.

## 교회 통치

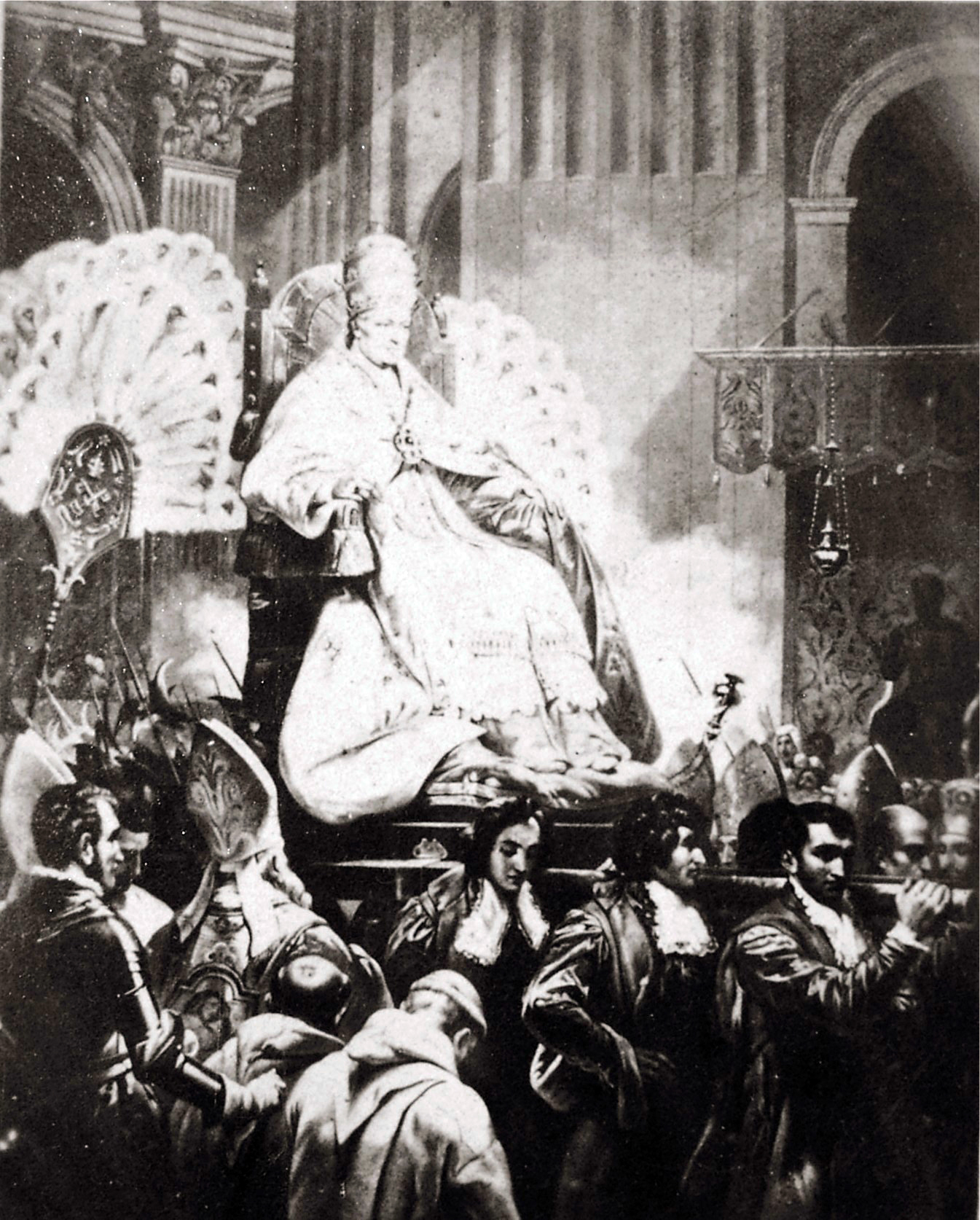
성 베드로 대성전에서의 교황 비오 9세

### 중앙집권화
교황령의 종식은 비오 9세의 오랜 재위기간을 통틀어서 가장 중요한 사건 가운데 하나였다. 비오 9세가 교회 안에서 발휘한 지도력은 로마의 권력과 교황권이 점점 더 중앙집권화가 되도록 하는데 기여하였다. 비록 그의 정치적 소견이나 정책들에 대해서는 논란의 여지가 있지만, 그의 개인적 삶에 대해서만큼은 조금도 비판의 여지가 없었다. 소박함과 검소한 삶으로 평생을 살았던 그는 만인의 존경을 한 몸에 받았다. 비오 9세는 전임자들보다 더 강론을 많이 하였으며 전 세계의 모든 주교들에게 관심을 많이 기울였다. 그가 소집한 제1차 바티칸 공의회로 인하여 교황권은 한층 더 강화되었으며, 이는 교회사의 이정표로 평가받고 있다.

### 교회의 권익 보호
비오 9세의 교회 정책은 교회의 권익을 보호하는 것으로 일변되었다. 그는 러시아 제국 및 오스만 제국과 같은 이교도 국가에서는 가톨릭 신자들이 신앙의 자유를 가질 수 있도록 노력하였으며, 이탈리아와 독일, 프랑스 같은 나라에서 무서운 속도로 확산되어가던 반가톨릭주의를 공격하였다.

## 신학
교황 비오 9세는 교회의 가르침을 정의하며 내리는 가장 높은 위치에 있는 자신의 교황으로서의 역할에 매우 철두철미하였다. 그는 살아생전에 총 38편의 회칙을 반포하였다. 1864년 12월 8일에는 가톨릭교회의 입장에서 배척돼야 할 80개의 오류를 총괄한 《오류표》(Syllabus)를 모든 주교들에게 보냈다. 여기에서 범신론과 계몽주의, 실증주의, 나아가 사회주의와 공산주의, 교회와 국가의 관계 등을 포함해 특히 근대적인 자유주의와 진보주의가 예리하게 배척됐다.

### 마리아론

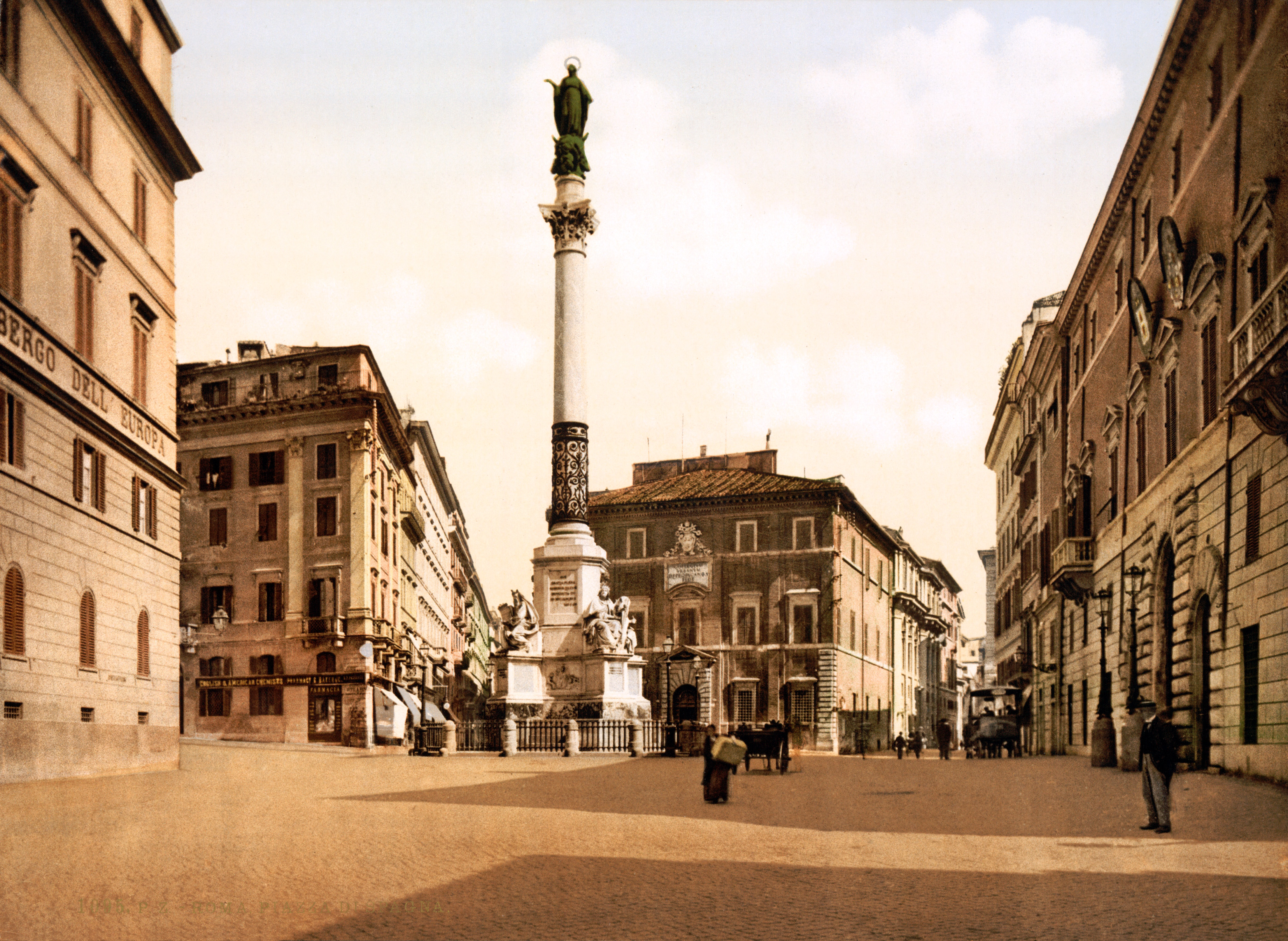
로마 스페인 광장에 세워진 무염시태 기념비

교황 비오 9세는 성모 마리아에 대하여 강한 신심을 갖고 있었으며, 동시대의 신학자들과 더불어 가톨릭교회의 마리아론에 핵심적인 공헌을 하였다. 1854년 12월 8일 성모 마리아의 원죄 없는 잉태가 교황 비오 9세에 의해 가톨릭교회의 교의로 장엄하게 공식 선포됐다.
무염시태(無染始胎)라고도 하는 원죄 없는 잉태는 말 그대로 오염되지 않고 수태되었다는 뜻으로, 성모 마리아가 다른 인간들과는 달리 태중에서부터 원죄의 물듦이 없이 잉태되었다는 것이다. 이것은 마리아가 인간적인 부모들을 통해 자연적으로 출생되었지만, 장차 하느님의 아들을 낳을 어머니가 되기 위하여 하느님으로부터 그 위대한 임무에 합당한 은혜를 받아 잉태된 첫 순간부터 인류의 구세주 예수 그리스도가 세울 공로를 미리 입어 원죄에 조금도 물듦이 없이 보호받아 태어났다는 것이다. 즉 모든 사람은 나면서부터 원죄를 가지고 태어나지만 유일무이하게 마리아만이 원죄에 물듦이 없이 태어났다는 것이다. 성모 무염시태 교리는 1854년에 비로소 생긴 교리가 아니라 초대 교회 때부터 의심 없이 믿어온 교리다. 그러나 19세기에 들어 이 교리를 의심하는 사람들이 생겨나자 비오 9세가 성모 무염시태 교리를 교의로 선포한 것이다. 하느님의 아들의 거처가 될 수 있는 자격조건을 갖추려면 마리아가 흠도 티도 없이 아무런 죄에 물들지 않아야 한다는 생각이 성모 무염시태 교의의 출발점이다. 마리아의 무염시태 특전은 마리아가 그리스도의 어머니로서 그리스도와 온전히 일치하여 있음을 드러낸다.
비오 9세 교황은 《형언할 수 없는 하느님》(Ineffabilis Deus)이라는 회칙에서 이렇게 선언하였다.
그러므로 본인은 성부께서 성령의 능력으로 본인의 마음을 이끄시어 굳건하게 해 주시도록 하기 위하여 당신의 아드님을 통하여 성부께 겸손과 단식 안에서 본인의 사적 기도와 나누임이 없으신 성삼위의 영광과 동정이신 하느님의 어머니의 영광과 영예를 위하고, 가톨릭 신앙의 칭양과 그리스도교인 신심의 성장을 위하여 우리 주 예수 그리스도와 복되신 베드로와 바오로 그리고 본인의 권위로 지극히 복되신 동정 마리아께서는 그녀의 잉태 첫 순간에 전능하신 하느님의 단일한 은총과 특전으로 인류의 구세주 예수 그리스도의 공로를 미리 입어 원죄의 물듦에서 깨끗이 보호되셨다는 교리는 하느님으로부터 계시되었으므로 모든 신자로부터 굳건하고 영구히 신봉되어야 함을 선언하고 선포하며 정의하는 바이다.
비오 9세의 원죄 없이 잉태된 마리아 교의 선포를 기념하기 위하여 스페인 광장에 높이 30m의 무염시태 기념비가 세워졌다.

### 제1차 바티칸 공의회

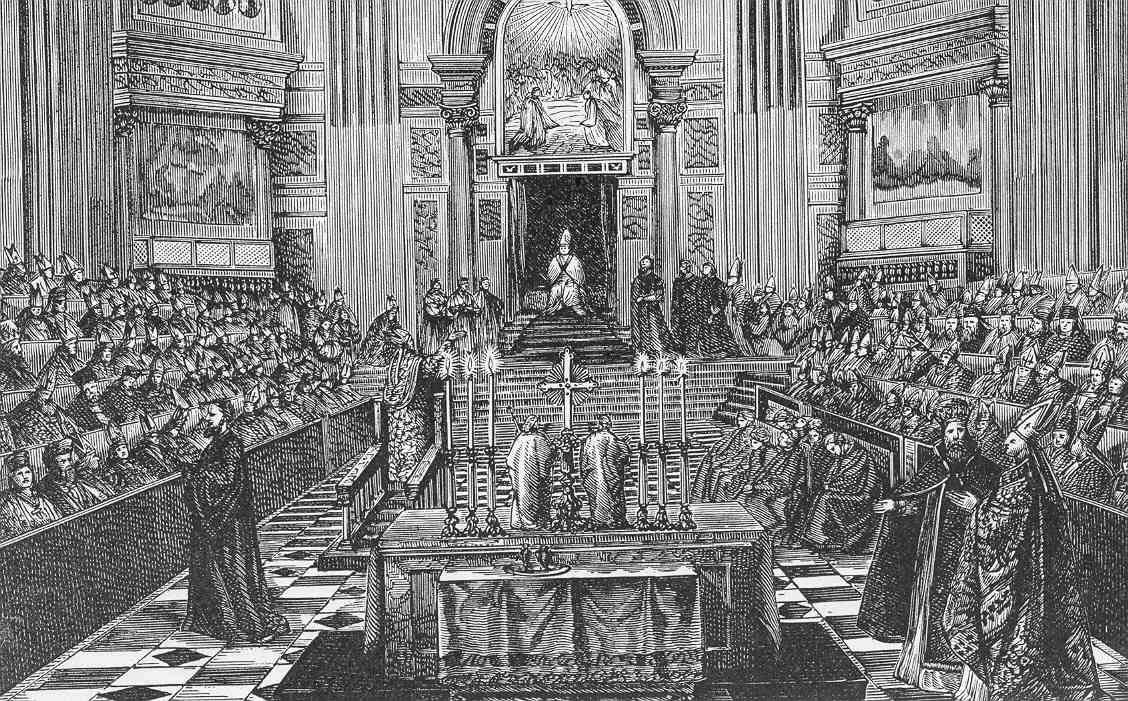
교황 비오 9세에 의해 주재된 제1차 바티칸 공의회.

1869년 6월 29일 비오 9세는 바티칸에서 공의회 개최를 정식으로 발표했으며, 12월 2일 제1차 바티칸 공의회가 개막되었다.
제1차 바티칸 공의회는 당시 교회에 위협을 주던 세속주의 사조들의 문제부터 먼저 다루기 시작했다. 이에 따라서 1870년 4월 24일 만장일치로 통과된 가톨릭 신앙에 관한 교의헌장 《하느님의 아들》(Dei Filius)은 창조주, 삼위일체, 천주 강생, 계시, 신앙과 이성 등의 정통 교리를 제시했고 이러한 교리를 거부하는 유물론, 합리주의, 범신론, 이신론, 합리주의적 성서관, 회의론, 자유주의 신학과 같은 사상들을 오류로 단죄했다.
이후 공의회에서는 교황 무류성에 대한 의제가 채택됐고 교황은 이 의안을 교회에 관한 헌장에서 다루도록 지시했다. 이에 대해 대다수의 주교들은 찬성했으나 일부 주교들은 시기상으로 부적절하다는 이유를 들어 반대 입장을 표명했다. 하지만 마침내 1870년 7월 18일 성 베드로 대성전에서 실시된 표결을 통해 교황의 무류성과 수위권 교리를 담은 교회에 관한 헌장 《영원한 목자》(Pastor Aeternus)가 533대 2로 승인됐다.
제1차 바티칸 공의회 최종 표결을 통해 결정된 이 내용은 사도 베드로의 후계자이며 그리스도의 대리자, 교회의 최고 권위자로서 교황은 전 교회와 각 교구에 대해 완전히 정상적이고 직접적인 주교권, 즉 전체 교회의 주교로서의 교황이 지니는 수위권을 지닌다는 것이다. 아울러 교황이 직무의 소유자로서(ex cathedra) 전체 교회를 위해 신앙이나 도덕에 관한 문제에 최종 결정을 내린다면 그것은 그 자체로서(ex sese) 그르칠 수 없다는 무류성의 교리를 포함하고 있었다.
교황의 무류성과 수위권을 선언한 공의회의 결정에 대해 독일의 일부 주교들을 제외하고는 대부분의 주교들이 수용함에 따라 교황권은 더욱 강력해져 중앙집권적인 힘을 발휘할 수 있게 됐다.
이로써 교회 안에서는 13세기부터 내려 오던 공의회 우위설과 갈리아주의가 내세웠던 국교회 사상이 사라지게 됐다. 또 교황령의 붕괴와 함께 교황의 속권은 상실됐으나 그 영적인 권위는 오히려 더욱 강화됐고 교황은 이제 세속 군주가 아니라 세상 안에서는 정신적 지도자로 교회 안에서는 절대적인 영적 지도자로서의 자리를 확고히 굳혔다.
하지만 이 교리 결정이 이뤄진 직후 공의회는 갑자기 중단될 수밖에 없었다. 보불 전쟁(1870~1871)이 일어나 많은 공의회 교부들이 귀국해야 했으며, 1870년 9월 20일 로마가 민족주의자들에 의해 점령됨으로써 공의회를 계속할 수 없었기 때문이다.
교황의 수위권이 정립됐으나 주교직과의 관계는 정확히 규정되지 않았고 단체성보다 수위성이 지배적이었다. 따라서 이 문제에 대한 보다 충분한 논의가 이뤄졌어야 했지만 결국 유럽의 혼란으로 더 이상 논의되지 못한 채 공의회는 폐막됐고 이 문제는 1962년 제2차 바티칸 공의회에 와서야 다뤄지게 된다.

## 말년과 죽음

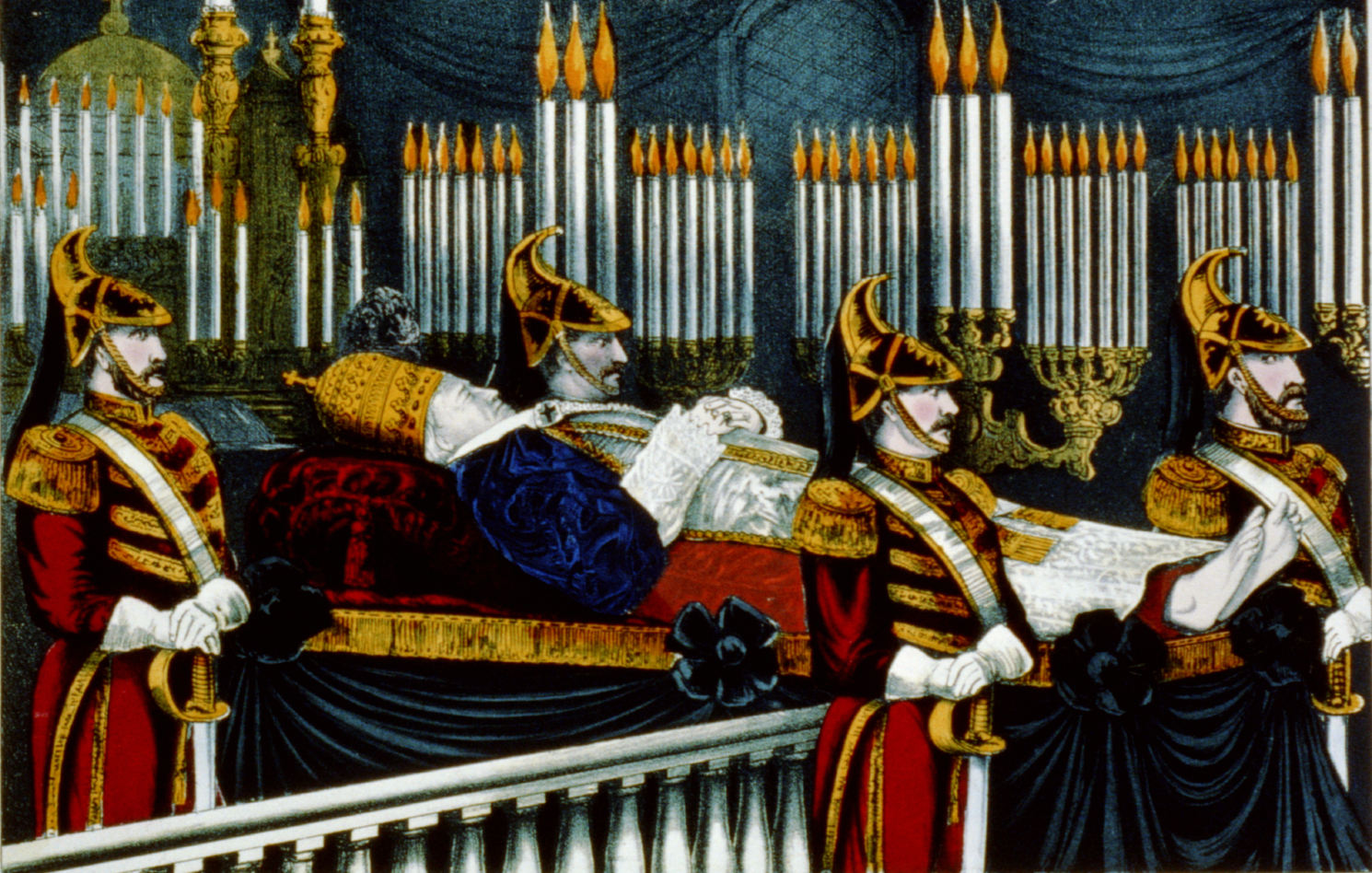
비오 9세의 장례식을 그린 삽화

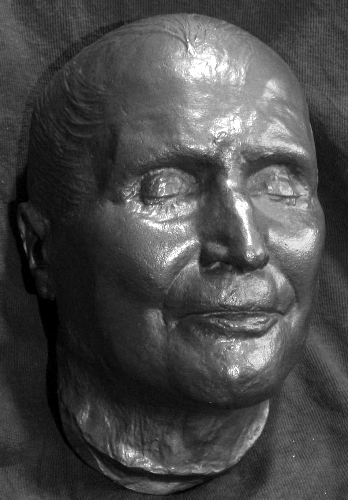
비오 9세의 데스 마스크

비오 9세는 그의 오랜 숙적인 비토리오 에마누엘레 2세보다 오래 살아 그가 1878년 1월 사망하는 것도 보았다. 그는 왕의 죽음이 임박했다는 소식을 듣자마자 왕에게 내린 파문을 즉시 해제하고 그 밖의 다른 모든 종교적 차별들로부터 사면해 주었다. 그리고 왕이 죽은 지 한 달 뒤인 1878년 2월 7일 오후 5시 40분, 비오 9세도 시종들과 함께 묵주기도를 바치던 중 간질이 발작하면서 발생한 갑작스러운 심장마비로 선종하였다.
1868년부터 교황은 처음에는 안면단독, 그 다음에는 양쪽 다리 부위의 개방성 궤양에 시달렸다. 이렇듯 몸이 편찮음에도 불구하고 그는 매일 자신이 직접 미사를 집전하겠다고 고집하였다. 1877년 여름철의 극심한 열기는 그의 병세를 더욱 악화시켰다. 비오 9세는 몇 차례 고통스러운 수술을 받았으며, 놀라운 인내심으로 그것들을 참고 이겨냈다. 그는 자신의 서재에서 추기경들의 알현을 받으면서 마지막 주를 보냈다. 원죄 없이 잉태되신 동정 마리아 대축일 날인 12월 8일, 그의 몸 상태는 다시 걸을 수 있게 되었을 정도로 많이 호전되었다. 다음해 2월, 비오 9세는 자신의 첫 영성체 75주년을 기념하는 미사를 다시 똑바로 서서 집전할 수 있게 되었다. 그러나 1878년 2월 4일부로 기관지염, 낙상, 고열 등으로 상태가 급속도로 악화되었다. 로마 대리구장 추기경이 사람들에게 비오 9세의 쾌유를 기원하는 타종과 기도를 요청했을 때도 비오 9세 자신은 스스로 언제나 웃음을 잃지 않았으며 “그대는 내가 하늘나라에 가는 것을 원하지 않는가 보군.”이라면서 농담도 곧잘 하였다. 교황의 주치의는 그에게 남은 시간이 얼마 남지 않았다고 말하였다.
교황 비오 9세는 1878년 2월 7일 85세의 나이에 선종하였다. 그가 숨을 거두기 전에 마지막으로 남긴 유언은 “내가 사랑하는 교회를 부디 거룩하게 잘 지켜주시오."였다. 그의 시신은 성 베드로 대성전의 지하 묘소에 안장되었다가 1881년 7월 13일 밤에 산 로렌초 푸오리 레 무라 대성당으로 이장하기 위한 행렬이 출발했다. 이때 한 무리의 반(反)성직주의 성향의 폭도들이 몰려와 돌을 던지고, 독성의 말을 하며, 저주를 하고, 음란한 노래를 부르는 등 급작스러운 시위를 전개하였다. 교황의 유해를 옮기는 행렬에 참여한 신자들은 묵주기도로 이에 대응하였다. 교황의 유해를 옮기는 행렬이 테베레 강에 이르렀을 때, 폭도들이 또다시 몰려와 교황의 유해가 든 관을 강 속에 던져버리려고 시도하였다. 결국 소식을 듣고 긴급하게 출동한 민병대가 현장에 도착하고 나서야 소요는 가까스로 진정되었으며, 비오 9세는 마지막 모욕을 간신히 면할 수 있었다.

## 시복

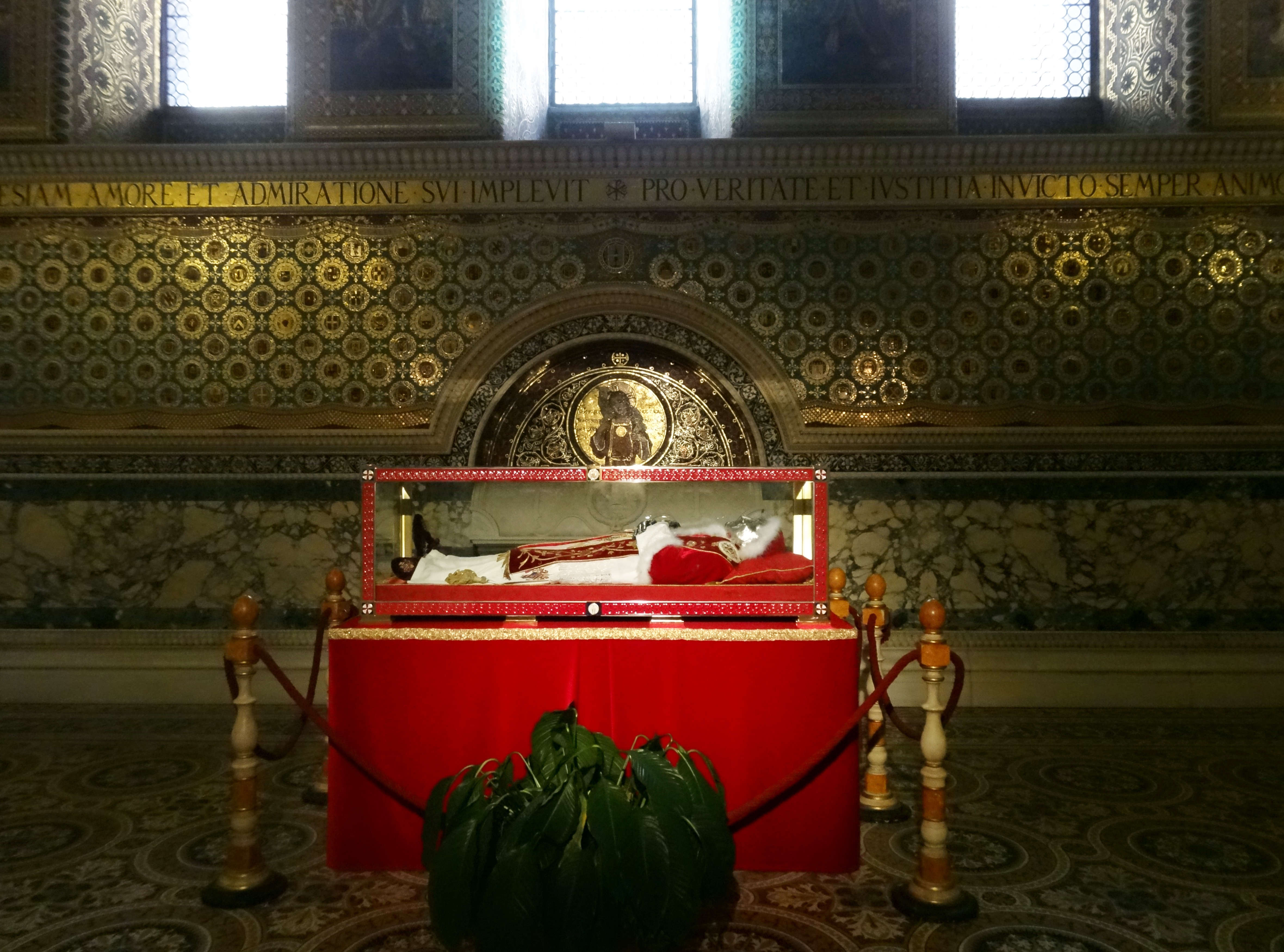
복자 비오 9세의 무덤

교황 비오 9세의 시복은 초창기부터 이탈리아 정부의 강력한 반대로 난관에 부딪혔다. 1907년 2월 11일에 그의 시복 조사가 시작되었으며 이후 세 차례나 지연과 재개를 반복하였다. 이탈리아 정부는 1878년 이래 비오 9세의 시복을 강력하게 반대하였다.
교황 요한 바오로 2세는 이러한 이탈리아 정부의 반대를 무릅쓰고 1985년 7월 6일 비오 9세의 ‘영웅적인 덕행들’을 인정하고 그를 가경자로 선포하였다. 비오 9세의 교회에 대한 한없는 사랑, 사제직과 선교사들에 대한 사랑과 깊은 존중심이 그의 뛰어난 덕행들로서 언급되었다. 한 프랑스인 수녀가 치유된 것이 비오 9세의 전구에 의한 기적으로 간주되고 있었는데, 1986년 1월 15일에 의사들의 위원회에 의하여 확인되었다. 그리고 2000년 9월 3일 요한 바오로 2세는 비오 9세를 복자로 선포하였다. 이날 바티칸 성 베드로 광장에서 가진 시복식에는 비오 9세 뿐만이 아니라 교황 요한 23세, 이탈리아의 주교 토마소 레기오, 프랑스의 사제 기욤 조제프 샤미나드, 아일랜드 베네딕토회의 대수도원장 골룸바 마르미온 등도 포함되었다.
요한 바오로 2세는 시복식에 참여한 약 10만 명의 신자들에게 강론을 통해 비오 9세에 대해 “자신의 직무에 충실했으며, 하느님과 영적인 가치를 무엇보다 우위에 두었다.”면서 “그분은 많은 사랑을 받았지만 증오와 비방도 많이 받았다.”고 말했다.